# 超人III
《超人III》（英語：Superman III），是一部於1983年上映的美国超级英雄嘲讽电影，导演为理查德·莱斯特，主演克里斯托弗·里夫。其是超人系列电影的第三部，基于其连续上演很长时间的DC漫画超级英雄人物。这部电影是最后一部由Alexander Salkind和Ilya Salkind制作，并由李察·普瑞爾、安妮特·奥图勒、安妮·罗丝、帕梅拉·斯蒂芬森和罗伯特·沃恩主演的超人电影。

## 劇情
超人（克里斯多夫·李維飾）回家鄉去參加高中同學聚會。聚會上，超人重逢了以前一直心儀的女孩拉娜·藍（安妮特·奧圖飾）。愛火重燃的超人對拉娜展開了追求，兩人很快就墮入了情網。正當兩人濃情蜜意時，發生了一場災難。本來應該出動的超人因為沉浸在和拉娜共處的時光而延誤了救災，導致了更多無辜的人們的傷亡，為此克拉克感到異常的自責。
此時，一位野心勃勃的巨富利用氣象衛星技術控制著世界各地的氣候用來謀取暴利，造成了很多地方天災連連。但他心知超人一定會來找自己的麻煩，於是不惜重金又製造出了一個超級電腦機器人用來對付超人。超人這次是否戰勝邪惡？

## 演員
- 克里斯多夫·李維飾超人（卡-艾爾/ 克拉克.肯特）
- 馬戈迪·基德爾飾露薏絲·蓮恩
- 傑基·庫珀（英语：Jackie Cooper）飾 派瑞·懷特
- 馬爾克·麥克盧爾（英语：Marc McClure）飾 吉米·奧爾森
- 李察·普瑞爾飾 August "Gus" Gorman
- 安妮特·奧圖（英语：Annette O'Toole）飾 拉娜·藍（英语：Lana Lang）
- 勞勃·范恩飾 Ross Webster
- 安妮·羅斯（英语：Annie Ross）飾 Vera Webster
- 潘蜜拉·斯蒂芬森（英语：Pamela Stephenson）飾 Lorelei Ambrosia
- 蓋文·歐赫利希（英语：Gavan O'Herlihy）飾  Brad Wilson

## 評價
不论票房还是評價，这部电影都比前两部电影更差，大部分批评都集中在影片的喜剧部份上，但里夫對於自己所饰演的阴暗且堕落的超人形象相當滿意。这部电影发布后，普雷尔与哥伦比亚电影公司签署了一份为期五年并且价值4000万美元的合同。

## 外部連結
- 互联网电影数据库（IMDb）上《超人III》的资料（英文）
- 爛番茄上《超人III》的資料（英文）
- Box Office Mojo上《超人III》的資料（英文）
- Metacritic上《超人III》的資料（英文）
- AllMovie上《超人III》的资料（英文）
- TCM电影资料库上《超人III》的资料（英文）
- 開眼電影網上《超人III》的資料（繁體中文）
- 豆瓣电影上《超人III》的資料 （简体中文）
- 时光网上《超人III》的資料（简体中文）